# От Гулен
От Гулен (фр. Haute-Goulaine) насеље је и општина у западној Француској у региону Лоара, у департману Атлантска Лоара која припада префектури Нант.
По подацима из 2011. године у општини је живело 5546 становника, а густина насељености је износила 269,35 становника/km². Општина се простире на површини од 20,59 km². Налази се на средњој надморској висини од 30 метара (максималној 56 m, а минималној 0 m).

## Демографија
| 1962. | 1968. | 1975. | 1982. | 1990. | 1999. | 2011. |
| ----- | ----- | ----- | ----- | ----- | ----- | ----- |
| 1.815 | 1.981 | 2.582 | 3.225 | 3.823 | 4.925 | 5.546 |

График промене броја становника у току последњих година